# Даман и Дију
Даман и Дију (гуџ. દમણ અને દીવ, марат. , порт. Damão e Diu) бивша је савезна територија Индије. Има површину од 112 km2 (Даман 72, Дију 40) и 158.204 становника (Даман 114.000, Дију 44.000, попис 2001). Даман и Дију су енклаве у јужном делу савезне државе Гуџарат, с тим да дистрикт Дију има и остврски и копнени део.
Преко 450 година ове обалске енклаве на обали Арапског мора биле су део Португалске Индије, заједно са Гоом и територијом Дадра и Нагар Хавели. Ове територије су војном окупацијом припојене Републици Индији 19. децембра 1961. Португал је признао ово стање 1974. Гоа је стекла статус државе 1987, а Даман и Дију су остали као два одвојена дела (дистрикта) савезне територије. Територија Даман и Дију је спојена са територијом Дадра и Нагар Хавели 2019. године.
Главни језик територије је гуџарати (69%). Португалски језик је све мање у употреби, а енглески се користи у администрацији. 